# Jeungsanismo
El Jeungsanismo (증산교 Jeungsangyo) es usado ocasionalmente como sinónimo del Jeungismo (Jeung San Do), uno de los nuevos movimientos religiosos coreanos, pero la mayoría de los académicos coreanos y occidentales lo usan para designar a una familia de más de 100 nuevos movimientos religiosos coreanos que reconocen a Kang Jeungsan (Gang Il-sun) como la encarnación del Dios Supremo del Universo, Sangje.

## Orígenes y divisiones
Kang Jeungsan, reconocido por sus discípulos como el Dios Supremo encarnado, murió el 24 de junio de 1909 en la Clínica Donggok que él estableció en 1908. En su tiempo, Kang no designó claramente a un sucesor y sus discípulos y algunos de sus parientes establecieron ramas separadas, que a su vez se separaron en más organizaciones rivales, generando más de 100 órdenes religiosas bajo la familia general del Jeungsanismo. Todas reconocen a Kang como Sangje, el Dios Supremo del Universo, y creen que él reordenó todo el universo a través de su misión y de sus rituales, pero difieren sobre quiénes debieron de haber sido los sucesores de Kang. Algunos de ellos han divinizado y adorado como deidades además de Kang, a sus propios fundadores o a otros líderes del Jeungsanismo.
Un número de ramas trazan sus orígenes a Goh Pan-Lye (Subu, literalmente “Primera Dama”, 1880–1935, aunque en el círculo de Kang había dos “Subus” diferentes), una discípula de Kang Jeungsan. Alrededor de septiembre de 1911, Goh reunió a su alrededor un número de seguidores de Kang. Eventualmente el primo de Goh, Cha Gyeong-Seok (1880-1936), un discípulo líder de Kang, se convirtió en el líder de la rama de Goh. Insatisfecha con esta situación, Goh se separó de Cha en 1919 y estableció su propia nueva religión. En los 1920s, la rama de Cha, conocida como Bocheon-gyo, se convirtió en el nuevo movimiento religioso más grande de Corea y posiblemente la religión más grande de Corea con seis millones de seguidores. Este declinó rápidamente después de la muerte de Cha en 1936 y se fragmentó en varios grupos rivales, tal como sucedió con la organización de Goh. 
La mayor de entre las ramas que afirma ser del linaje de Goh es el Jeungismo, fundado por Ahn Un-san (1922-2012), quien estableció su primera organización religiosa en 1945. Después de más divisiones, Ahn fundó Jeung San Do en 1974 junto con su hijo Ahn Gyeong-jeon (nacido en 1945). El Jeung San Do cree que así como Kang fue el Dios Padre, Goh, reverenciada con el título de Tae-mo-nim, fue la Diosa Madre y entre 1926 y 1935 hizo su propio reordenamiento del universo. El Jeung San Do es un movimiento dentro del Jeungsanismo, con presencia claramente visible en el extranjero pero sin ser la rama de mayor tamaño en Corea.
Otro discípulo líder de Kang Jeungsan fue Kim Hyeong-Ryeol (1862-1932). Él aceptó originalmente el liderazgo de Cha. Sin embargo, en 1914 lo abandonó y estableció una orden religiosa independiente con la viuda de Kang Jeungsan, Jeong (1874-1928). Mientras que el Jeungismo en general cree que Sangje se mantuvo por treinta años en la estatua gigante del Buda Maitreya en el templo de Geumsansa antes de encarnarse como Kang Jeungsan, la rama de Kim enseñaba que después de que muriera, Kang volvió a residir en la estatua. Kim ganó algo de apoyo por esta creencia entre los monjes budistas en Geumsansa, pero en 1922 fue expulsado del monasterio por el abad, siendo este un incidente que llevó a la decadencia de su rama.
Otra rama importante emergió en los 1920s alrededor de Jo Cheol-Je, conocido por sus discípulos como Jo Jeongsan (1895-1958). Jo nunca conoció personalmente a Kang, pero afirmaba haber recibido una revelación de su parte en 1917. Eventualmente, fue reconocido como el misterioso sucesor que Kang había anunciado en sus profecías por: la hermana del difunto Kang (Seondol ca. 1881-1942), su madre (Kwon 1850-1926) y su hija (Sun-Im, 1904-1959); aunque la hija empezó eventualmente su propia rama separada con su esposo Kim Byeind-cheol (1905-1970).. La rama de Sun-Im, conocida como Jeung San Beob Jong Gyo, tiene su sede en la provincia de Jeolla del Norte, y después de una larga batalla legal con otras ramas, obtuvo los restos mortales de Kang, que están actualmente en su sede.
Jo organizó su movimiento como Mugeukdo en 1925 pero tuvo que deshacerlo en 1941 debido a la ocupación japonesa de Corea y a la hostilidad japonesa hacia las nuevas religiones. Lo reorganizó en 1948 y en 1950 le cambió el nombre a Taegeukdo, con sede en Busan. Jo murió en 1958. Sus discípulos continuaron como una orden religiosa individual hasta 1968, reconociendo a Park Wudang (1918-1996, o 1917-1995 de acuerdo al calendario lunar normalmente utilizado por el movimiento) como el sucesor de Jo. Sin embargo, en 1968 la autoridad de Park fue disputada por un número de dirigentes principales y por uno de los hijos de Jo, Jo Yongnae (1934–2004), quien se opuso a las reformas que Park había implementado. Este último mantuvo la sede en Busan y el nombre de Taegeukdo, mientras que Park se mudó a Seúl y reorganizó su rama en 1969 como Daesun Jinrihoe (Daesoon Jinrihoe). Aunque las estadísticas son debatibles, todo indica que el Daesoon Jinrihoe es la nueva religión más grande de la familia del Jeungsanismo e incluso, posiblemente la nueva religión coreana más grande en general.
Cuando Park murió en 1996, salieron a la luz controversias dentro del Daesoon Jinrihoe entre aquellos que apoyaban y aquellos que negaban la deificación de Park como una tercera figura divina, junto con Kang y Jo. La rama que rechazaba la deificación mantuvo el control de la sede en Yeoju y fue seguida por la gran mayoría de los miembros, mientras que otras cuatro ramas (y tal vez más) reconocieron a Park ya sea como un dios o como el Buda Maitreya y se separaron de la organización principal, con la que dos de ellas mantienen un diálogo.